# Ivailo, Pazardjik
Ivailo (în bulgară Ивайло) este un sat în comuna Pazardjik, regiunea Pazardjik,  Bulgaria. 

## Demografie
Componența etnică a satului Ivailo
     Bulgari (73,6%)
     Romi (24,07%)
     Nicio identificare (2,32%)
     Altele (0,59%)
La recensământul din 2011, populația satului Ivailo era de 2.841 locuitori. Din punct de vedere etnic, majoritatea locuitorilor (73,6%) erau bulgari, cu o minoritate de romi (24,07%). Pentru 2,32% din locuitori nu este cunoscută apartenența etnică.